# 게랄트 아자모아
게랄트 아자모아(독일어: Gerald Asamoah, 1978년 10월 3일 ~ )는 가나계 독일인 전 축구 선수이다.
아자모아는 가나에서 출생하였으며, 1990년 독일로 이주하였다. 그는 1999년까지 하노버 96에서 뛰었으며, FC 샬케 04를 거쳐 FC 장크트 파울리에서 뛰었었다. 그는 독일 축구 국가대표팀 최초의 흑인 선수이며, 2001년 슬로바키아와의 경기로 국가대항전에 데뷔하였다. 그는 데뷔전에서 골을 기록했으며, 2002년 FIFA 월드컵과 2006년 FIFA 월드컵에 참가하였다.